# 六都春秋
六都春秋（英語：LADO POST）是一间位于台灣的新闻媒體，以移动应用和网站作为主要传播平台，网站于2017年正式上线。該站以地方田野調查、在地觀察作为主打内容，同时提供從國際視野看台灣的内容，試圖以各國成敗經驗，提升本土研討政經問題的品質

## 歷史
2017年7月20日，六都春秋於台北成立，為電子資訊供應服務業類別，發行人為桃園農田水利會第四屆會長黃金春。
2018年初，協助召集人陳昭南出版《迷航的國度》一書。
2018年6月23日，六都春秋公布一份委託循證民調公司所做的台南市長選舉民調。
2018年7月19日，陳昭南撮合社民黨、綠黨及基進黨三個小黨組成社會福利國家連線，並召開記者會。
2018年7月23日，於粉專推出市長參選人撩妹術的台南篇。
2018年8月6日，因應蘇煥智改參選台南市長,六都春秋再次發布最新的台南市長選舉民調。 
2018年9月11日，因應台南市警察局局長陳子敬退出競選，六都春秋再次發布最新版台南市長選舉民調。
2018年10月12日，召集人陳昭南針對八月最新頒布的農田水利法草案，代表水利會顧問團至農委會遞交陳情書。
2018年10月15日，六都春秋電子報針對2018年中華民國地方公職人員選舉公布一份委託循證民調有限公司所做的台南市長選舉民調。
2019年4月3日，開啟【觀影書寫】接力式影評寫作，首篇為日本電影百元之戀。
2019年4月14日，六都春秋公布於4月8日委託循證民調公司所做的台南第一選區立委初選民調。
2019年7月6日，於台中與好溫度。台灣青年基金會舉辦《走進歷史長廊，重探「白色恐怖」的記憶－－中台灣與轉型正義的故事》第一場。
2019年7月13日，於台中與好溫度。台灣青年基金會舉辦《走進歷史長廊，重探「白色恐怖」的記憶－－中台灣與轉型正義的故事》第二場。
2019年7月20日，於台中與好溫度。台灣青年基金會舉辦《走進歷史長廊，重探「白色恐怖」的記憶－－中台灣與轉型正義的故事》第三場。
2019年7月27日，於台中與好溫度。台灣青年基金會舉辦《走進歷史長廊，重探「白色恐怖」的記憶－－中台灣與轉型正義的故事》第四場。
2019年8月4日，於台中與好溫度。台灣青年基金會舉辦《走進歷史長廊，重探「白色恐怖」的記憶－－中台灣與轉型正義的故事》第五場。
2020年6月23日，協助召集人陳昭南出版《從亡國感到防疫大國》一書。

## 爭議
2017年12月5日，網站上架一篇文章，內容為綠黨桃園市議員王浩宇跟訪，被不少讀者指控立場太過偏頗，引起眾怒，延燒到臉書粉絲專頁的五星等評分，評分一度掉到一點多顆星。後來王浩宇在臉書上發文，呼籲認同民眾到六都春秋粉專上給五星評價。此舉被指控為灌星數，事件從新聞報導是否公允，演變為六都春秋是否業配。
2018年2月12日，台南市長參選人顏純左到台南地檢署按鈴控告黃偉哲後援會會長郭秀珠，指控她在1月18日時，於六都春秋報導中刊登與顏純左的合照，且直指顏純左曾到議會請她支持市長初選提名，已經違反公職人員選舉罷免法。 
2018年8月23日，前任總監蔡松伯投書風傳媒，以台南市長選舉近期民調資料為證，指出無黨籍林義豐民調上升，並與高思博比較，認為高思博民調穩定下滑。
2018年8月27日，高思博競選總部政策部召集人周志杰與暨民調小組執行秘書黃世安投書風傳媒, 質疑8月23日蔡松伯投書中的民調依據有多處偏誤，且表格與8月19日黃偉哲競選辦公室提供給今日新聞的完全相同。
2019年1月24日，網站於去年一月十八日刊登報導〈郭秀珠：用政策爭民心，勿再霸凌我！〉引起台南市長參選人顏純左到台南地檢署按鈴控告黃偉哲後援會會長郭秀珠事件，負責人陳昭南登文道歉。 
2019年2月1日，網站於2019年2月13日刊登《扼殺桃園埤塘綠電的黑手》，引桃園市政府發布聲明稿，譴責媒體以「扼殺桃園埤塘綠電」為題，捏造故事妄加評論，內容毫無根據，更抹煞市府的努力，這不是媒體應有的理性政策討論。